# Scotie
Pour le toponyme, voir Scotia.

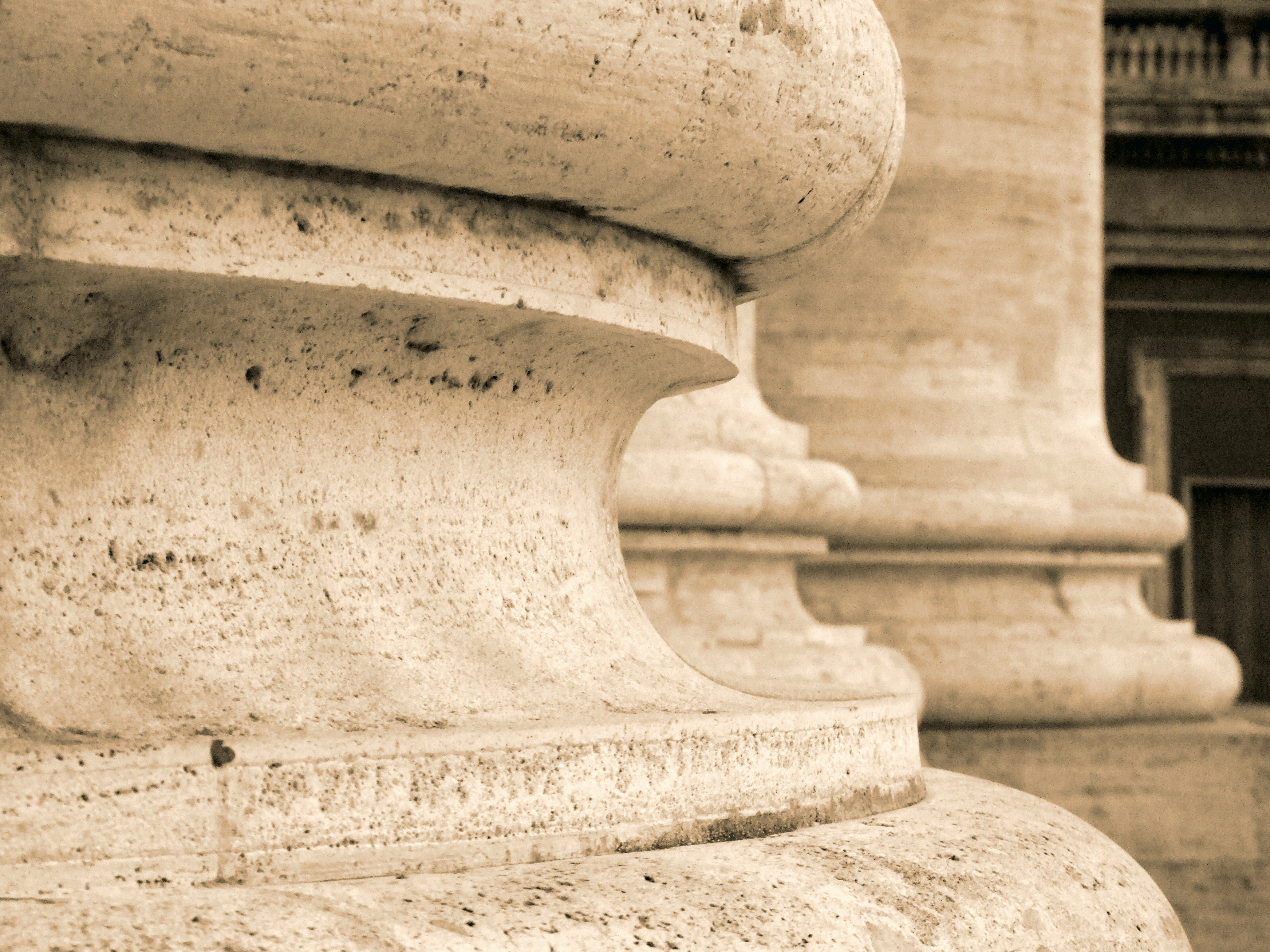
Une scotie sur une colonne de la place Saint-Pierre au Vatican.

Une scotie est une moulure semi-ovale concave se trouvant généralement au pied d’un fût de colonne et formée de deux portions de courbe. Dénommée aussi « trochile », « rond creux », « membre creux » ou « nacelle », cette moulure est creuse et reçoit une ombre fort prononcée entre deux tores.
On trouve ordinairement une scotie dans la base attique et deux dans la base corinthienne. Dans ce dernier cas, la scotie inférieure est plus grande que la scotie supérieure.

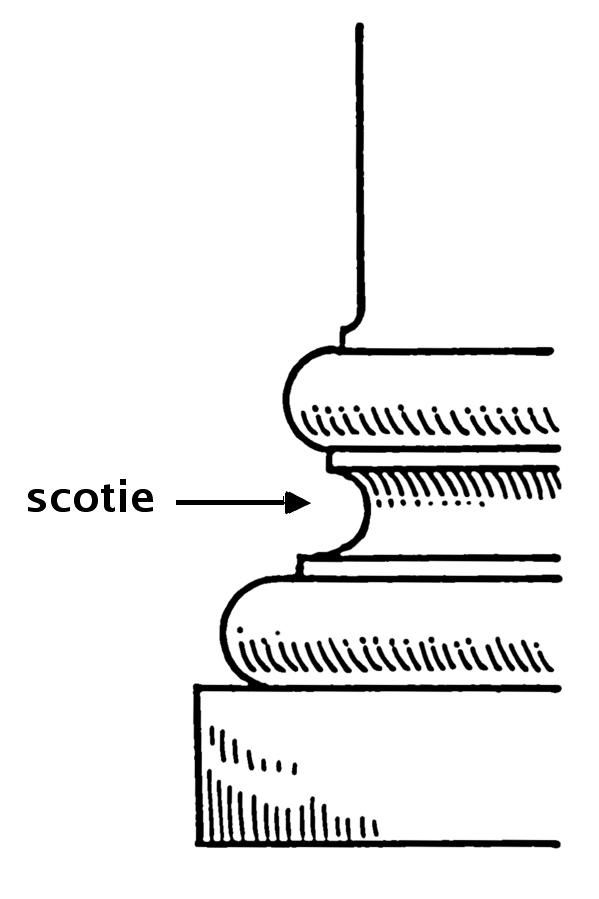
Une scotie entre deux tores.
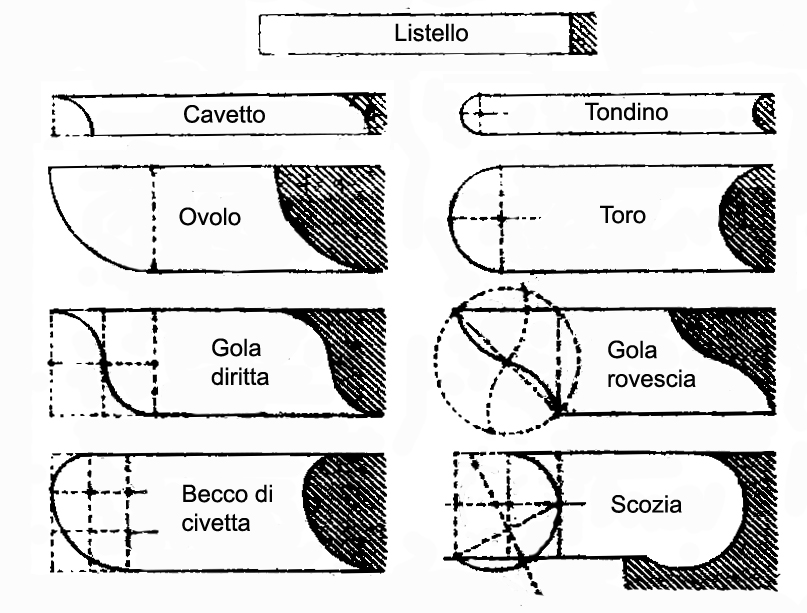
La scotie (scozia) parmi les moulures classiques.